# Rob van der Spek
Robert (Rob) van der Spek (Enter, 29 maart 1944 – 28 oktober 2023) was een Nederlandse radio- en televisiepresentator.

## Biografie
Rob van der Spek studeerde bedrijfseconomie aan de Erasmus Universiteit Rotterdam. Hierna maakte hij carrière in het internationale bedrijfsleven.
Gedurende de jaren 80 van de twintigste eeuw werkte Van der Spek voor de Evangelische Omroep. De grootste bekendheid verwierf hij met het presenteren van het spelprogramma Spelregel, een quiz waarin de kandidaten geld konden verdienen voor een goed doel. De winnaars wonnen daarnaast nog een reis naar Israël. Tevens maakte Van der Spek radioprogramma's voor de EO, zoals Lunchtime Magazine en voor de transportsector het ochtendprogramma Ontbijt met Spek.
In 1986 werd hij vanwege huwelijksproblemen door de EO op non-actief gesteld. Hierop stapte hij op en ging als producent voor het productiehuis van John de Mol werken waarvoor hij bij de TROS onder meer Blufshow en Linda produceerde. Tevens was hij gediplomeerd taxateur en veilingmeester. Hij sloeg begin jaren negentig het eerste vaatje haring in Scheveningen af voor het recordbedrag van ƒ 85.000,-. Hij veilde uitsluitend voor goede doelen.
Later trad Van der Spek op als spreker bij verschillende conferenties en was hij veilingmeester. Tevens was hij weer radiopresentator bij ZwartewaterFM waar hij een seniorenprogramma presenteerde en produceerde.
Rob van der Spek overleed op 79-jarige leeftijd.